# Дреновец при Буковју
Дреновец при Буковју (словен. Drenovec pri Bukovju) је насељено место у општини Брежице, Посавска регија, Словенија.

## Историја
До територијалне реорганизације у Словенији био је у саставу старе општине Брежице.

## Становништво
У попису становништва из 2011. године, Дреновец при Буковју је имао 132 становника.
| Број становника према пописима | Број становника према пописима | Број становника према пописима |
| ------------------------------ | ------------------------------ | ------------------------------ |
| 1991                           | 2002                           | 2011                           |
| 127                            | 101                            | 132                            |

Напомена: До 1953. исказивано под именом Дреновец.